# Élisabeth Laurin
Élisabeth Laurin (nascida a 7 de dezembro de 1952) é uma diplomata francesa que serviu como embaixadora na Coreia do Sul e na Missão Permanente da França nas Nações Unidas em Genebra.
Laurin tem um BA em Estudos Orientais (Japonês), MA em Estudos Orientais (Chinês) e PhD em Economia.